# Vetrino (obchtina)
Vetrino (bulgare : Ветрино) est une obchtina de l'oblast de Varna en Bulgarie.